# Deddy Dores
Deddy Dores, właśc. Dedi Suriadi (ur. 28 listopada 1950 w Surabai, zm. 17 maja 2016 w Tangerang Selatan) – indonezyjski piosenkarz i kompozytor muzyki pop.

## Życiorys
Swoją karierę rozpoczął jako członek formacji pop-rockowej Freedom of Rhapsodia, a później dołączył do zespołu Giant Step. Przez krótki okres był klawiszowcem słynnej grupy rockowej God Bless. W 1975 roku został członkiem zespołu Superkid. Po rozwiązaniu formacji założył grupę o nazwie Lipstick, z którą nagrał trzy albumy.
W dalszym okresie aktywności zajmował się muzyką pop. Podjął współpracę z przedsiębiorstwem muzycznym JK Records i zaczął tworzyć piosenki dla innych wykonawców. Jego utwory cieszyły się dużym sukcesem komercyjnym. W trakcie swojej działalności zdołał wypromować szereg artystów muzycznych, takich jak Nike Ardilla, Mayangsari, Nafa Urbach czy Poppy Mercury.
Według danych publikacji Yang Nge-Tren di Tahun 80 & 90-an (2016) jego dorobek obejmuje ponad tysiąc utworów muzycznych, z czego 300 można zaliczyć do kategorii przebojów bądź utworów szeroko znanych.